# Laurens van Lieren
Laurens van Lieren (21 de diciembre de 1981) es un jinete neerlandés que compitió en la modalidad de doma.
Ganó una medalla de plata en el Campeonato Mundial de Doma de 2006 y dos medallas en el Campeonato Europeo de Doma, oro en 2007 y plata en 2005.

## Palmarés internacional
| Campeonato Mundial | Campeonato Mundial   | Campeonato Mundial | Campeonato Mundial |
| Año                | Lugar                | Medalla            | Categoría          |
| ------------------ | -------------------- | ------------------ | ------------------ |
| 2006               | Aquisgrán (Alemania) | Medalla de plata   | Por equipos        |
| Campeonato Europeo |                      |                    |                    |
| Año                | Lugar                | Medalla            | Categoría          |
| 2005               | Hagen (Alemania)     | Medalla de plata   | Por equipos        |
| 2007               | La Mandria (Italia)  | Medalla de oro     | Por equipos        |